# Être à la hauteur
Être à la hauteur – singel Emmanuela Moire, pochodzący z musicalu Le Roi Soleil i promujący album o tym samym tytule. Singel został wydany 29 listopada 2004 nakładem Warner Music. Utwór jest piątą kompozycją aktu I musicalu, a także piosenką wykonywaną na bis. Singel uzyskał status złotej płyty.
Singel notowany był na 19. miejscu walońskiego zestawienia sprzedaży Ultratop 40 Singles w Belgii, 9. pozycji na tworzonej przez Syndicat national de l’édition phonographique liście Top Singles & Titres we Francji, a także 32. pozycji w zestawieniu Singles Top 75 w Szwajcarii.
Do singla nakręcono teledysk. Istnieje także ponad dziesięciominutowy materiał „making of” z realizacji wideoklipu.

## Lista utworów
- Singel CD[7]

1. „Être à la hauteur” – 3:59
2. „Encore du temps” (Victoria Petrosillo) – 4:14
3. „Video – Être à la hauteur” – 3:59

- Promo, digital download[1]

1. „Être à la hauteur” – 3:58

## Pozycja na liście sprzedaży
| Kraj       | Notowanie (2004)     | Najwyższa pozycja | Certyfikat  |
| ---------- | -------------------- | ----------------- | ----------- |
| Francja    | Top Singles & Titres | 9                 | złota płyta |
| Belgia     | Ultratop 40 Singles  | 19                |             |
| Szwajcaria | Singles Top 75       | 32                |             |